# Michel de Certeau
Michel de Certeau (ur. 17 maja 1925, zm. 9 stycznia 1986 w Paryżu) – francuski jezuita, historyk związany ze Szkołą Annales. 

## Życiorys
Studiował filozofię, literaturę klasyczną, historię i teologię. W 1950 roku wstąpił do Towarzystwa Jezusowego, w którym w 1956 roku przyjął święcenia kapłańskie. Jako historyk badał teksty mistyczne od renesansu do klasycyzmu. Zajmował się metodami badawczymi antropologii, językoznawstwa i psychoanalizy. W 1984 roku powrócił z sześcioletniego pobytu na Uniwersytecie Kalifornijskim, aby objąć Katedrę Historycznej Antropologii Wierzeń w Wyższej Szkole Nauk Społecznych (École des hautes études en sciences sociales).

### De Certeau a sztuka mediów
Michel de Certeau stworzył trzy poziomy rzeczywistości dla sztuk tworzenia:
- podstępy - podstawowe kompetencje, przypominają obecność natury, odsyłają do pierwszego poziomu
- przystosowanie, opór - zwyczaje społeczne, wahanie pomiędzy władzą a kulturą
- inność - zmiana społeczna

Idea, jakoby nowość wchodziła do świata poprzez naukę i obcowanie z innymi, podtrzymuje ideę rzeczywistości mocniej łączącej opór i przystosowanie. Świat społeczny byłby rzeczywistym systemem, gdyby nie kontakt z innymi

## Wybrane publikacje
- Guide spirituel pour la perfection de Jean-Joseph Surin, texte établi et présenté par M. de Certeau, Paris, Desclée de Brouwer, 1963.
- Mémorial du Bienheureux Pierre Favre, trad. et commenté par M. de Certeau, Paris, Desclée de Brouwer, 1960.
- La Correspondance de Jean-Joseph Surin, texte établi et présenté par Michel de Certeau, préface de Julien Green, Paris, Desclée de Brouwer, 1966, 1827 p.
- L'Étranger ou l'union dans la différence, Paris, Desclée de Brouwer, 1969, coll. « Foi vivante » (116) ; nouvelle éd. établie et présentée par Luce Giard, 1991.
- L'Absent de l'histoire, Paris, Mame, 1973.
- Le Christianisme éclaté, Paris, Le Seuil, 1974.
- Une Politique de la langue : la Révolution française et les patois : l'enquête de Grégoire, en collab. avec Dominique Julia, Jacques Revel, Paris, Gallimard, 1975 ; rééd. 1986.
- L'Écriture de l'histoire, Paris, Gallimard, 1975.
- La Possession de Loudun : textes choisis et présentés par M. de Certeau, Paris, Julliard, 1978.
- La Fable mystique : XVIe et XVIIe, Paris, Gallimard, 1982 ; rééd. 1995.
- L'Ordinaire de la communication, en collab. avec Luce Giard, Paris, Dalloz, 1983.
- Le Parler angélique : figures pour une poétique de la langue, in Id. et al., La Linguistique fantastique, Paris, Clims et Denoël, 1985.
- La Faiblesse de croire texte établi et présenté par Luce Giard, Paris, Le Seuil, 1987.
- Histoire et psychanalyse entre science et fiction, Présentation de Luce Giard, Paris, Gallimard, 1987.
- Le Voyage mystique : Michel de Certeau, sous la dir. de Luce Giard, Paris, Recherches de sciences religieuses, 1988.
- L'Invention du quotidien, 1. : Arts de faire et 2. : Habiter, cuisiner, éd. établie et présentée par Luce Giard, Paris, Gallimard, 1990 1re éd. 1980).
- La Culture au pluriel, recueil d'articles réunis sous la dir. de M. de Certeau en 1974 ; 3è éd. corrigée et présentée par Luce Giard, Paris, Le Seuil, 1993.
- La Prise de parole et autres écrits politiques, éd. établie et présentée par Luce Giard, Paris, Le Seuil, 1994.
- Le Lieu de l'autre : histoire religieuse et mystique, Paris, Le Seuil, 2005.
- La Fable mystique : XVIe et s-XVIIe, tome 2, Paris, Gallimard, 2013

## Publikacje w języku polskim
- Wynaleźć codzienność. Sztuki działania, przeł. Katarzyna Thiel-Jańczuk, Kraków: Wydawnictwo Uniwersytetu Jagiellońskiego 2008.
- (współautorzy: Luce Giard, Pierre Mayol), Wynaleźć codzienność. 2, Mieszkać, gotować, przeł. Katarzyna Thiel-Jańczuk, Kraków: Wydawnictwo Uniwersytetu Jagiellońskiego 2011.
- Opętanie w Loudun, przeł. Katarzyna Przyłuska-Urbanowicz, posłowie: Krzysztof Rutkowski, Warszawa 2014, Wydawnictwa Uniwersytetu Warszawskiego (seria Dromena)